# Los Polvorines
Los Polvorines – miasto w Argentynie, położone w północnej części prowincji Buenos Aires.

## Opis
Przez miasto przebiega droga krajowa RP197 i linia kolejowa. Los Polvorines wchodzi w skład aglomeracji Buenos Aires.